# Sekvenční diagram

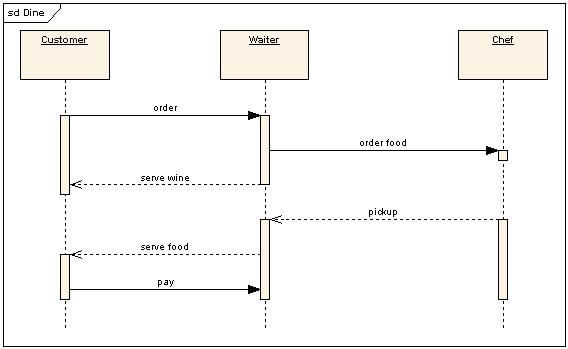
Diagram ukazující sekvenci úkonů v restauraci. Zákazník si objedná jídlo, číšník objednávku nahlásí do kuchyně, poté jídlo vyzvedne a donese zákazníkovi; ten pak zaplatí.

Sekvenční diagram je jeden z diagramů interakcí jazyka UML. Zachycuje časově uspořádanou posloupnost zasílání zpráv mezi objekty. Sekvenční diagram nejčastěji znázorňuje spolupráci několika vzorových objektů v rámci jednoho případu užití.

## Popis diagramu
Jednotlivé procesy či objekty zapojené do popisovaného případu užití jsou umístěn v horní části diagramu. Od nich pak vedou směrem dolů čáry (lifelines), které znázorňují běh času. Mezi čarami jsou pak zakresleny vodorovné šipky různých typů, které reprezentují zprávy posílané mezi objekty. Plné šipky značí volání, přerušované pak odpověď. Podlouhlé obdélníky na svislých čarách vyznačují dobu zpracovávání dané zprávy či čekání na odpověď.